# 2016年リオデジャネイロオリンピックの射撃競技
2016年リオデジャネイロオリンピックの射撃競技（2016ねんリオデジャネイロオリンピックのしゃげききょうぎ）は、2016年8月6日から8月14日までセントロ・オリンピコ・ジ・チーロで実施されたオリンピックの射撃競技である。大会の運営は国際射撃連盟（ISSF）が行った。

## 概要
前回大会と同じく、以下の15種目が行われた。前回までは予選と決勝の通算成績により最終順位を決定していたが、今回から、決勝のみの成績により最終順位を決定する方式に改められた。
- ピストル
  - 男女個人10mエアピストル
  - 男子個人25mラピッドファイアピストル
  - 女子個人25mピストル
  - 男子個人50mピストル

- ライフル
  - 男女個人10mエアライフル
  - 男女個人50mライフル3姿勢
  - 男子個人50mライフル伏射

- クレー射撃
  - 男女個人トラップ
  - 男女個人スキート
  - 男子個人ダブルトラップ

2014年にスペインのグラナダで開催されたISSF世界射撃選手権やISSFワールドカップで各大会の上位選手や各大陸予選を通過した選手が属するNOCに出場枠が与えられ、開催国枠と招待枠と合わせて、計390名の選手が出場する。派遣される選手は、最小資格スコア（MQS：Minimum Qualification Score）を満たしていれば、複数の種目に出場できるが、同一種目には1カ国から2名までしか出場できない。
2015年11月に開催されたアジア射撃選手権（ クウェート市）はアジア予選となる予定であったが、クウェートのイスラエル人ISSF関係者に対するビザ発給拒否に加え、国際オリンピック委員会（IOC）によるクウェートNOCの資格停止を受け、予選としては認められず、2016年1月に改めて本大会のアジア予選がインドのニューデリーで開催された。
日本からはISSFワールドカップで出場枠を確保した松田知幸（ピストル）、山下敏和（ライフル）、中山由起枝（クレー）を始めとする、8名の選手が延べ12種目に出場したが、いずれも決勝進出はならなかった。

## 競技結果

### 男子
| 種目                        | 金                                             | 銀                                        | 銅                                          |
| --------------------------- | ---------------------------------------------- | ----------------------------------------- | ------------------------------------------- |
| 10mエアピストル             | ホアン・スアン・ヴィン ベトナム (VIE) 五輪新   | フェリペ・ウー ブラジル (BRA)             | 龐偉 中国 (CHN)                             |
| 10mエアライフル             | ニッコロ・カンプリアーニ イタリア (ITA) 五輪新 | セルヒー・クーリシュ ウクライナ (UKR)     | ウラジミール・マスレニコフ ロシア (RUS)     |
| 25mラピッドファイアピストル | クリスチャン・ライツ ドイツ (GER)              | ジャン・キクワンポワ フランス (FRA)       | 李越宏 中国 (CHN)                           |
| 50mピストル                 | 秦鍾午 韓国 (KOR) 五輪新                       | ホアン・スアン・ヴィン ベトナム (VIE)     | キム・ソングク 北朝鮮 (PRK)                 |
| 50mライフル伏射             | ヘンリー・ユングヘーネル ドイツ (GER) 五輪新   | 金宗玄 韓国 (KOR)                         | キリル・グリゴリャン ロシア (RUS)           |
| 50mライフル3姿勢            | ニッコロ・カンプリアーニ イタリア (ITA)        | セルゲイ・カメンスキー ロシア (RUS)       | アレクシ・レノー フランス (FRA)             |
| スキート                    | ガブリエル・ロセッティ イタリア (ITA)          | マルクス・スヴェンソン スウェーデン (SWE) | アブドゥッラー・アルラシディ 独立参加 (IOA) |
| トラップ                    | ヨシップ・グラスノビッチ クロアチア (CRO)      | ジョバンニ・ペリエロ イタリア (ITA)       | エドワード・リング イギリス (GBR)           |
| ダブルトラップ              | フェハイド・アル＝ディハニ 独立参加 (IOA)      | マルコ・インノチェンティ イタリア (ITA)   | スティーブン・スコット イギリス (GBR)       |

### 女子
| 種目             | 金                                            | 銀                                        | 銅                                              |
| ---------------- | --------------------------------------------- | ----------------------------------------- | ----------------------------------------------- |
| 10mエアピストル  | 張夢雪 中国 (CHN)                             | ビタリナ・バツァラシュキナ ロシア (RUS)   | アンナ・コラカキ ギリシャ (GRE)                 |
| 10mエアライフル  | バージニア・スラッシャー アメリカ合衆国 (USA) | 杜麗 中国 (CHN)                           | 易思玲 中国 (CHN)                               |
| 25mピストル      | アナ・コラカキ ギリシャ (GRE)                 | モニカ・カルシュ ドイツ (GER)             | ハイディ・ディートヘルム・ゲルベル スイス (SUI) |
| 50mライフル3姿勢 | バーバラ・エングレーダー ドイツ (GER)         | 張彬彬 中国 (CHN)                         | 杜麗 中国 (CHN)                                 |
| スキート         | ディアナ・バコージ イタリア (ITA)             | キアラ・カイネロ イタリア (ITA)           | キム・ロード アメリカ合衆国 (USA)               |
| トラップ         | キャサリン・スキナー オーストラリア (AUS)     | ナタリー・ルーニー ニュージーランド (NZL) | コーリー・コグデル アメリカ合衆国 (USA)         |

## 国・地域別のメダル獲得数
| 順   | 国・地域                 | 金 | 銀 | 銅 | 計 |
| ---- | ------------------------ | -- | -- | -- | -- |
| 1    | イタリア (ITA)           | 4  | 3  | 0  | 7  |
| 2    | ドイツ (GER)             | 3  | 1  | 0  | 4  |
| 3    | 中国 (CHN)               | 1  | 2  | 4  | 7  |
| 4    | ベトナム (VIE)           | 1  | 1  | 0  | 2  |
| 4    | 韓国 (KOR)               | 1  | 1  | 0  | 2  |
| 5    | アメリカ合衆国 (USA)     | 1  | 0  | 2  | 3  |
| 6    | 独立参加 (IOA)           | 1  | 0  | 1  | 2  |
| 6    | ギリシャ (GRE)           | 1  | 0  | 1  | 2  |
| 7    | クロアチア (CRO)         | 1  | 0  | 0  | 1  |
| 7    | オーストラリア (AUS)     | 1  | 0  | 0  | 1  |
| 8    | ロシア (RUS)             | 0  | 2  | 2  | 4  |
| 9    | フランス (FRA)           | 0  | 1  | 1  | 2  |
| 10   | ブラジル (BRA)（開催国） | 0  | 1  | 0  | 1  |
| 10   | ウクライナ (UKR)         | 0  | 1  | 0  | 1  |
| 10   | スウェーデン (SWE)       | 0  | 1  | 0  | 1  |
| 10   | ニュージーランド (NZL)   | 0  | 1  | 0  | 1  |
| 11   | イギリス (GBR)           | 0  | 0  | 2  | 2  |
| 12   | スイス (SUI)             | 0  | 0  | 1  | 1  |
| 12   | 北朝鮮 (PRK)             | 0  | 0  | 1  | 1  |
| 合計 | 合計                     | 15 | 15 | 15 | 45 |